# Dimitri Seniavin
Dimitri Nicolaievich Seniavin (em russo: Дмитрий Николаевич Сенявин; Borovsk, 17 de Agosto de 1763 — São Petersburgo, 17 de Abril de 1831) foi um almirante russo que se notabilizou durante as Guerras Revolucionárias Francesas (ou Guerras de Coligação), tendo comandado as forças russas no Mediterrâneo e protagonizado um complexo incidente aquando da tomada de Lisboa pelas forças francesas comandadas por Jean-Andoche Junot, que culminaria no efectivo aprisionamento no estuário do Tejo da esquadra russa por ele comandada durante vários meses.

## Biografia
Dimitri Seniavin nasceu nos arredores de Borovsk, uma cidade a sul de Moscovo, no seio de uma família aristocrática com tradicionais ligações ao serviço militar e à Marinha Imperial. O seu tio avô, Naum Akimovich Seniavin (Наум Акимович Сенявин em russo), fora vice-almirante da Marinha Imperial, distinguindo-se durante a Grande Guerra do Norte e na Guerra Russo-Austríaco-Otomana de 1736–1739), e vários dos seus familiares mais próximos eram oficiais navais. Seguindo a tradição familiar, ingressou na Marinha Imperial Russa, sendo graduado oficial em 1780 e iniciado a sua carreira na guarnição de um dos navios russos que naquele ano visitou Lisboa.

### A comissão na Esquadra do Mar Negro
Dimitri Seniavin foi transferido em 1783 para a recém-formada Esquadra do Mar Negro, passando então a servir sob as ordens do almirante Fiodor Fiodorovich Ushakov e participando activamente na construção da base naval de Sebastopol e nas campanhas de vigilância da actividade militar otomana naquela região, então fortemente disputada entre os impérios Russo e Otomano na sequência do desfecho da Guerra Russo-Otomana de 1768–1774.
Durante estes primeiros anos de serviço naval demonstrou ser um oficial resoluto e corajoso, distinguindo-se ao salvar um navio durante uma expedição contra o porto de Varna, na costa búlgara, e por ter conseguido, sob as ordens directas do príncipe Grigori Alexandrovich Potemkin, levar até Constantinopla correio diplomático considerado vital para a embaixada russa junto da Sublime Porta. Estes sucessos e as suas relações familiares ganharam-lhe rápida promoção na sua carreira naval, passando em poucos anos a ocupar uma posição de destaque no estado-maior da Esquadra do Mar Negro.
Quando deflagrou a Guerra Russo-Otomana de 1787-1792 Seniavin passou a desempenhar um importante papel na condução das operações no Mar Negro. Distinguiu-se na Batalha Naval de Fidonisi, travada a 14 de Julho de 1788 nas imediações da ilha das Serpentes (em ucraniano: Ostriv Zmiyinyy; grego: Fidonisi), ao largo do delta do Danúbio, e na tomada de Otschakiv, razão pela qual foi um dos enviados a São Petersburgo para dar a boa nova da vitória de Fidonisi à czarina Catarina II da Rússia.
Para além de outras batalhas, distinguiu-se, ao comando do navio Navarchia, na Batalha Naval de Kaliakra, o último grande recontro da Guerra, travada a 11 de Agosto de 1791 nas proximidades do cabo Kaliakra, no norte da costa búlgara. Apesar do resultado da batalha ter sido favorável às forças russas, obrigando à retirada da esquadra otomano-argelina, ainda assim Seniavin mostrou-se muito crítico face à forma como o almirante Fiodor Fiodorovich Ushakov conduzira as operações, discordando da estratégia seguida, que considerava demasiado cautelosa e indecisa. Daí resultou uma ruptura entre ambos, com Seniavin a ser acusado de não ter seguido com rigor as ordens recebidas, o que levou a que fosse detido e ameaçado de despromoção. O incidente, que quase destruiu a carreira de Seniavin, terminou por intervenção directa do príncipe Grigori Alexandrovich Potemkin, que mediou a disputa, tendo escrito, em carta endereçada a Ushakov, que Seniavin poderia vir a ser o melhor almirante que a Armada russa jamais tivera.
Durante a campanha no Mediterrâneo que a Esquadra do Mar Negro, ainda sob o comando do almirante Ushakov, empreendeu entre 1798 e 1800, coube a Seniavin o comando da fragata Sankt Peter, de 72 peças. Sob o seu comando, a sua guarnição conseguiu subjugar a força francesa que ocupava a Fortaleza de Saint Maura, em Lêucade, e participou, sob o comando directo de Ushakov, na captura da ilha fortemente fortificada de Corfu, conseguida a 1 de Março de 1799. Quando a expedição terminou, Seniavin foi nomeado comandante naval dos portos de Quérson e Sebastopol, na Crimeia.
Em 1804 foi promovido a contra-almirante e nomeado comandante naval do porto de Reval (actual Tallinn) na costa do Báltico.

### A acção no Adriático
Aproveitando a sua experiência no Mediterrâneo e fazendo fé na sua reputação de coragem e denodo, três anos depois, em 1806, o novo czar, Alexandre I da Rússia, nomeou Seniavin comandante de uma força naval russa que deveria actuar no Mar Adriático com o objectivo de contrariar a crescente influência francesa naquela região do Mediterrâneo.
Seniavin houve-se nesta missão com grande eficácia, de tal forma que em Setembro de 1806 já tinha conseguido expulsar a Armada francesa do sul do Adriático, bloqueado Ragusa (hoje Dubrovnik), impedindo o seu comércio marítimo, e estava a preparar um ataque a Lesina. Tendo como aliados naturais as populações ortodoxas do Montenegro, que lhe prometiam ajuda em terra e apoio logístico, o esquadrão russo capturou as ilhas de Korčula (Curzola) e Vis (Lissa), persuadindo os austríacos a entregarem-lhe a cidade de Cattaro. Em resultado dessas operações, os franceses foram impedidos de consolidar a sua posição nas ilhas Jónicas e os russos recuperaram influência ao longo da fronteira ocidental do Império Otomano.

### A acção no Mar Jónio e nos Dardanelos

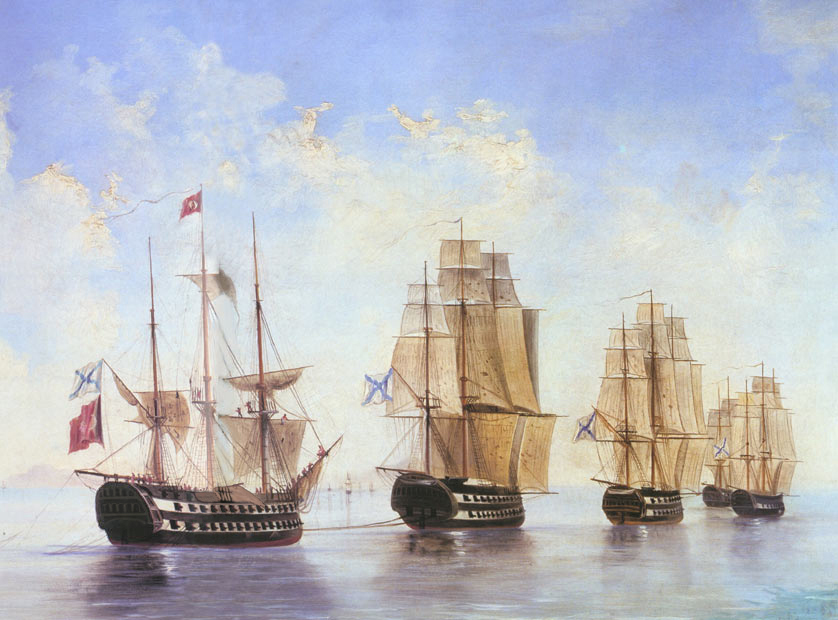
O esquadrão de Seniavin após a Batalha Naval de Atos

Contudo, mesmo antes de ter havido tempo para consolidar posições, rebentou nova Guerra entre os Impérios Russo e Otomano, a Guerra Russo-Otomana de 1806-1812, e o esquadrão de Seniavin foi envido para o Mar Egeu com ordens para atacar Constantinopla. A força russa penetrou no Estreito dos Dardanelos a 24 de Fevereiro de 1807 e conseguiu capturar a ilha de Bozcaada (Tenedos) em Março. Usando aquela ilha como base de apoio, Seniavin bloqueou o Estreito e cortou a linhas de abastecimento às forças turcas que defendiam a cidade.
A partir da sua base na ilha de Bozcaada (Tenedos), as possibilidades de conseguir capturar os Dardanelos pareciam excelentes, especialmente quando surgiu a oportunidade de contar com o apoio de um esquadrão britânico, comandado por Sir John Thomas Duckworth, que se encontrava na região. Contudo, o comandante britânico, que a 19 de Fevereiro perdera 600 homens devido ao fogo da artilharia de costa, recusou colaborar, preferindo antes encetar uma expedição contra a cidade de Alexandria, que se revelaria desastrosa.
Em consequência do abandono britânico, as forças russas ficaram em inferioridade numérica face aos otomanos, mas, ainda assim, mantiveram o bloqueio, o qual em pouco tempo levou ao esgotamento dos mantimentos em Constantinopla. Quando surgiram motins populares causados pela fome que alastrava, uma Revolta dos Yamakos destronou o sultão Selim III, substituindo-o por Mustafá IV.
O novo monarca ordenou de imediato um ataque contra as forças russas, numa tentativa desesperada de quebrar o bloqueio. A força otomana enfrentou a 11 de Maio de 1807 o esquadrão de Seniavin na Batalha Naval dos Dardanelos num recontro inconclusivo, embora com ligeira vantagem para os russos, que se repetiria a 16 de Junho imediato na Batalha de Athos. A supremacia russa em ambos os combates foi suficiente para permitir a Seniavin dominar o Egeu durante toda a duração do conflito.
Inesperadamente, quando procurava consolidar as suas posições contra as forças otomanas e francesas, Seniavin foi surpreendido pela Paz de Tilsit, que transformava a França de inimigo em nação aliada e os aliados britânicos no novo inimigo. Como consequência, foi obrigado a devolver aos franceses as posições que lhes havia conquistado e retirar. Diz-se que terá chorado ao receber, a 12 de Agosto, a comunicação dos termos do tratado com Napoleão Bonaparte.
Face à nova situação criada, a posição do esquadrão de Seniavin e os pressupostos subjacentes à sua missão alteraram-se radicalmente: a 14 de Agosto as forças russas e inglesas, estas comandadas por Lord Cuthbert Collingwood, antes aliadas, mas agora oficialmente inimigas, separam-se relutantemente. Oito dias depois, uma parte substancial dos navios russos (5 couraçados, 4 fragatas, 4 corvetas e 4 brigues) foram mandados recolher a Sebastopol.
O resto do esquadrão, com Seniavin ao seu comando, foi mandado rumar ao Atlântico para percorrer o longo caminho em torno da Europa em direcção ao Báltico, onde nova guerra contra a Suécia, a Guerra Russo-Sueca de 1808-1809, tornava urgente a sua presença.
A ilha de Bozcaada (Tênedo) foi evacuada a 25 de Agosto e Seniavin, depois de reagrupar as forças que o deviam seguir a caminho do Báltico, abandonou Corfu a 19 de Setembro, planeando fazer uma rota directa para São Petersburgo, sem qualquer escala intermédia. Contudo, quando em princípios de Novembro navegava frente à costa ocidental portuguesa, enfrentando forte nortada e com poucas esperanças de chegar ao Báltico antes dos portos russos congelarem, resolveu entrar no estuário do Tejo para descanso e reparações. Fundeou no porto de Lisboa a 10 de Novembro, tendo os últimos navios do esquadrão entrado a barra a 13 daquele mês.

### O incidente de Lisboa

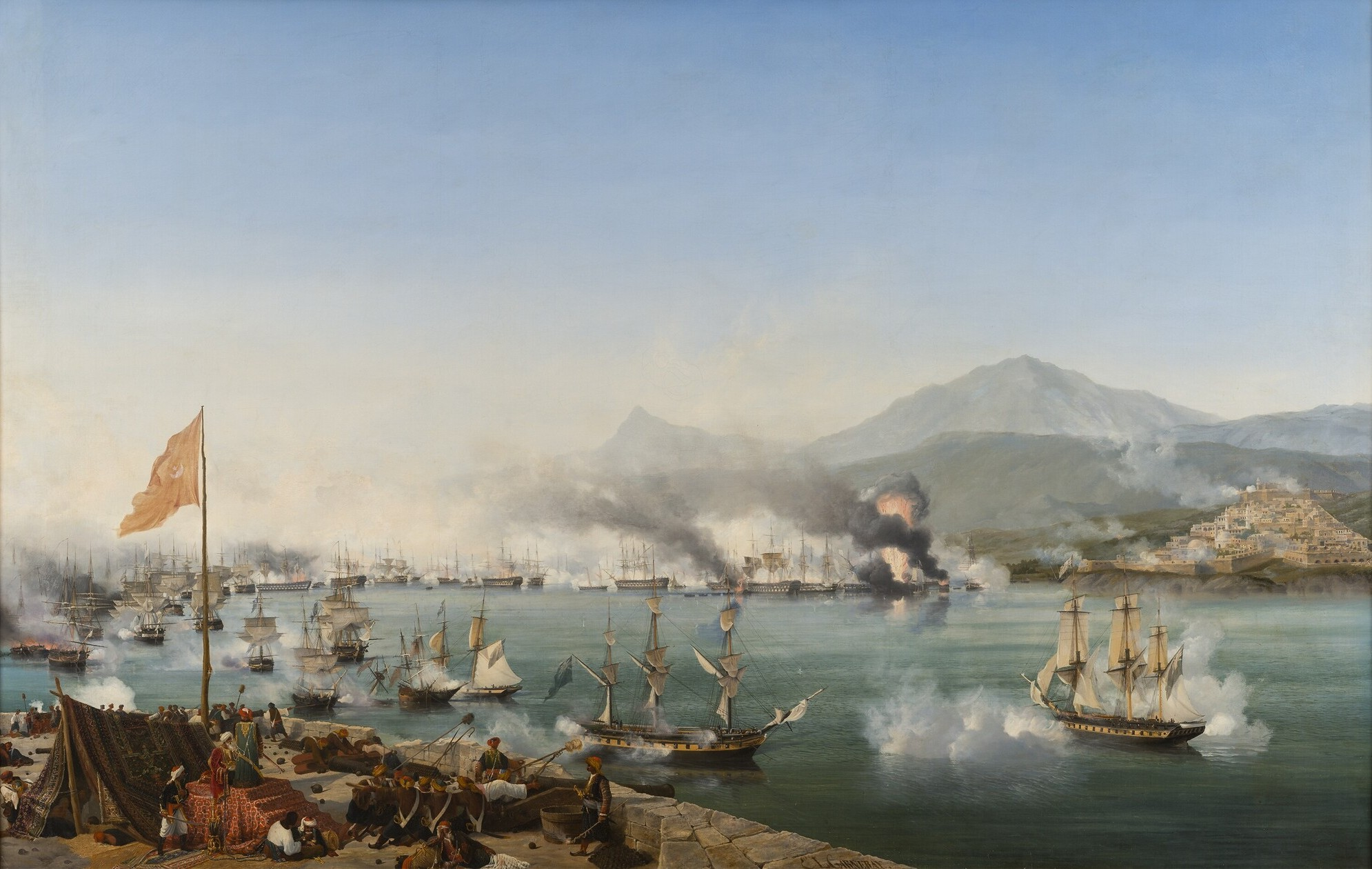
A batalha naval de Navarino, pintada por Carneray

Não poderia ter sido pior o momento escolhido para a escala: na sequência do Tratado de Fontainebleau, assinado a 27 de Outubro, ou seja dias antes, fora decidida a partilha de Portugal e iniciados os preparativos para uma invasão do país pelos exércitos combinados de Napoleão Bonaparte e de Carlos IV de Espanha, com o general Jean-Andoche Junot à frente.
Por outro lado, a 7 de Novembro a Rússia, em protesto contra o bombardeamento britânico a Copenhaga, declarara-se em guerra com a Grã-Bretanha, iniciando a Guerra Anglo-Russa. Entretanto, para impor o Bloqueio Continental, a 16 de Novembro chega à barra do Tejo um esquadrão naval britânico, comandado por Sir Sidney Smith.
Quando Seniavin se apercebeu da gravidade da situação e pretendeu abandonar o porto, deparou-se com um bloqueio britânico que lhe barrava a passagem: existindo uma situação de guerra entre a Rússia e a Grã-Bretanha, o esquadrão russo de Seniavin era, tecnicamente, uma força inimiga, razão pela qual uma das suas chalupas foi atacada por navios britânicos quando pretendia cruzar barra do Tejo.
Entretanto, a 17 de Novembro já as primeiras forças francesas haviam cruzado a fronteira portuguesa em Segura, na Beira Baixa, e aproximavam-se rapidamente de Lisboa. Face à chegada iminente dos franceses, no cumprimento de uma convenção secreta entre Portugal e a Grã-Bretanha, que fora assinada a 22 de Outubro, sobre a transferência para o Brasil da monarquia portuguesa e sobre a ocupação da ilha da Madeira por tropas britânicas, o príncipe regente D. João, que governava devido à insanidade de sua mãe, a rainha D. Maria I de Portugal, preparava-se para fazer embarcar a família real e toda a corte em navios portugueses e britânicos a caminho do exílio no Rio de Janeiro.
O que começara por ser uma escala para descanso das guarnições transformara-se num pesadelo: os russos estavam efectivamente aprisionados na capital de um país em colapso, com a corte e o governo em fuga e forças inimigas às portas da cidade.
A situação piorou quando a 27 de Novembro, com a vanguarda do exército francês a alguns quilómetros da cidade, a corte, com a família real à frente, embarcou, abandonando Lisboa a 29 de Novembro. No dia seguinte, 30 de Novembro de 1807, Junot entrou triunfalmente na capital portuguesa, que se rendeu sem esboçar resistência.
A partir da chegada dos franceses a posição da força russa volta a complicar-se e Seniavin é obrigado a desenvolver uma intensa acção diplomática, na qual se houve com brilhantismo, para assegurar o reconhecimento da sua neutralidade e evitar a tomada ou a destruição dos seus navios.
Quando foi informado da situação do esquadrão russo em Lisboa, Napoleão Bonaparte exigiu do czar o direito de dar ordens a Seniavin, o que foi aceite desde que as ordens fossem transmitidas através da embaixada russa em Paris. Napoleão exigiu de imediato a substituição dos oficiais britânicos que prestavam serviço no esquadrão russo por oficiais alemães ou franceses e a cedência de alguns navios para serem colocados ao serviço de Junot. As ordens foram polidamente ignoradas por Seniavin, que sempre manteve a sua posição de estrita neutralidade, mesmo quando as ordens eram endossadas pelo czar.
Este comportamento foi justificado pelo almirante pela necessidade de evitar colocar em risco as vidas dos homens sob o seu comando ao entrar numa guerra sem sentido e sem objectivo contra os seus aliados anteriores.
Depois de permanecer em Lisboa todo o Inverno de 1807, numa situação de grande desconforto e com graves dificuldades em assegurar os mantimentos e os fundos necessários para manter o seu pessoal, na primavera de 1808 a situação começou a ficar desesperada, sendo frequentes os conflitos entre os marinheiros russos, os soldados franceses e os populares portugueses.
Em Julho de 1808, quando a situação militar era já claramente desfavorável para os franceses, Seniavin foi repetidamente visitado por Junot e por François Etienne de Kellermann, o duque de Valmy, que o exortavam a apoiá-los contra as forças portuguesas e inglesas que se aproximavam da cidade. Perante esta pressão, Seniavin manteve sempre que não estava autorizado pelo czar a usar a força contra povos que não estavam em guerra contra a Rússia. Esta posição nunca se alterou por mais promessas e ameaças que recebesse.
Em Agosto de 1808, os franceses foram derrotados na Batalha do Vimeiro pelas forças anglo-portuguesas comandadas por Arthur Wellesley, e obrigados a abandonar Portugal. Perante esta retirada, o esquadrão de Seniavin, que então era composto por 7 naus e uma fragata e estava longe da desejável prontidão para combate, ficou isolado perante 25 navios de guerra britânicos, bem apoiados pela artilharia de costa portuguesa.
Perante aquela desvantagem, as forças russas poderiam ser facilmente aniquiladas caso recusassem a rendição. Ainda assim, Seniavin manteve a sua afirmação de neutralidade, ameaçando fazer explodir os seus navios e destruir a zona ribeirinha de Lisboa se fosse atacado. Perante a firmeza de Seniavin, foi finalmente assinada um convenção entre ele o comandante das forças britânicas, o contra-almirante Sir Charles Cotton.
Por aquela convenção, os navios russos seriam escoltados pela Royal Navy até Londres sem baixar o estandarte russo, cabendo ainda a Seniavin, como o mais sénior dos comandantes, assumir o comando honorário da formação. Dois dos navios, Rafail e Yaroslav, foram deixados em Lisboa para reparações por já não apresentarem condições aceitáveis de navegabilidade.
A 31 de Agosto de 1808, quase um ano após a sua chegada a águas portuguesas, o grosso do esquadrão russo finalmente saiu a barra do Tejo, dirigindo-se para a Grã-Bretanha e entrando no porto de Portsmouth a 26 de Setembro.
Quando a 27 de Setembro o Almirantado Britânico foi informado que navios inimigos tinham ancorado num porto britânico, com as suas bandeiras hasteadas como se fosse em tempo de paz, rebentou uma grande controvérsia. O Lord Mayor of London declarou que a convenção era desonrosa, opinião que era partilhado por muitos dos oficiais mais graduados da Marinha britânica e por muito membros do Almirantado. Em consequência o esquadrão russo foi detido em Portsmouth sob os mais variados pretextos até que os gelos do Inverno tornaram impossível o regresso ao Báltico naquele ano.
Os britânicos insistiam que o esquadrão de Seniavin deveria dirigir-se antes para o porto de Arkhangelsk, no Árctico, para evitar ser interceptado pelos navios da Armada sueca. Na primavera de 1809 a partida voltou a ser adiada, agora devido às manobras militares associadas à desastrosa Expedição a Walcheren. Finalmente, a 5 de Agosto de 1809, a faminta força russa foi finalmente autorizada a partir, chegando ao porto de Riga a 9 de Setembro de 1809, mais de mais de 2 anos após a sua partida do Adriático.

### Os anos finais

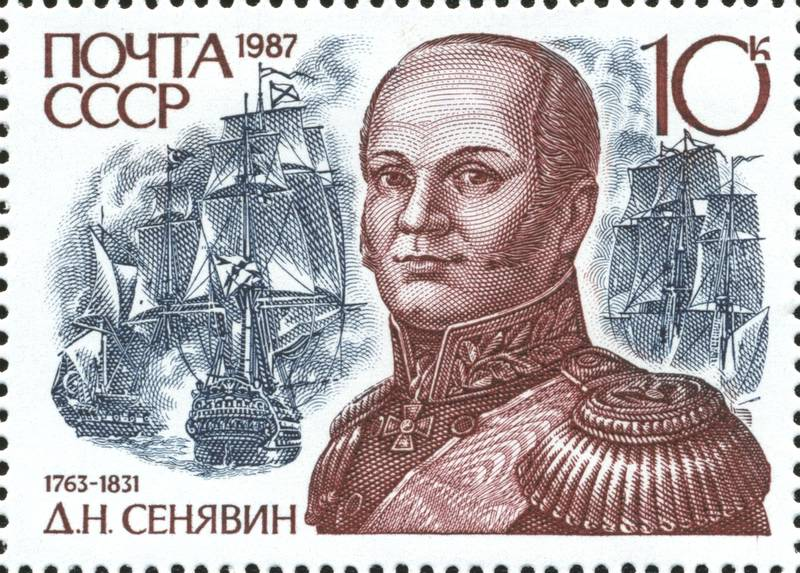
Selo postal da soviético com a efígie de Seniavin (1987)

Tendo sido considerado culpado de desobediência às ordens do imperador, este nunca lhe voltou a atribuir qualquer comando efectivo de forças. Mesmo quando Napoleão Bonaparte invadiu a Rússia e se desencadeou a Guerra Patriótica, nome pelo qual ficou conhecida na Rússia a invasão napoleónica de 1812, Seniavin permaneceu como comandante do porto de Reval (Tallinn), uma posição secundária longe da frente de batalha, isto apesar de ter solicitado por diversas vezes ao czar a sua readmissão ao serviço activo ou que fosse autorizado a constituir uma milícia na sua província natal.
Apesar de Seniavin ter passado à reserva no ano imediato, o seu nome permaneceu popular no seio da Armada Imperial, de tal forma que os conspiradores Decembristas planearam colocá-lo como um dos membros do governo provisório que pretendiam instaurar através de uma revolução palaciana.
Quando em 1821 se desencadeou a Guerra da Independência Grega, os insurgentes gregos solicitaram ao czar que lhes enviasse o "famoso Seniavin" como comandante das forças navais que viriam em seu socorro, o que o czar rejeitou.
Apenas após a morte do czar Alexandre I da Rússia, em 1825, foi chamado de volta ao serviço naval activo. Perante a aproximação de novo conflito armado contra o Império Otomano, o novo czar, Nicolau I da Rússia, retirou-o da reserva e nomeou-o comandante da Esquadra do Báltico.
No ano seguinte foi promovido a almirante e acompanhou a esquadra de Login Petrovich Geiden no Mediterrâneo, onde as forças navais britânicas, francesas e russas se uniram para obter a 20 de Outubro de 1827 uma vitória estrondosa na Batalha de Navarino contra as armadas otomana e egípcia.
Dmitri Seniavin faleceu três anos depois, a 5 de Abril de 1831, e foi sepultado com grande pompa, com a presença do czar, no claustro do Alexander Nevsky Lavra de São Petersburgo.
A sua fama perdurou no tempo, resistindo mesmo à implantação do regime soviético, razão pela qual o seu nome foi atribuído a diversos navios da Marinha Imperial Russa e da Marinha da União Soviética. Também as ilhas Seniavin e promontórios na costa do Alasca e da ilha Sacalina ostentam o seu nome.